# A Muvra

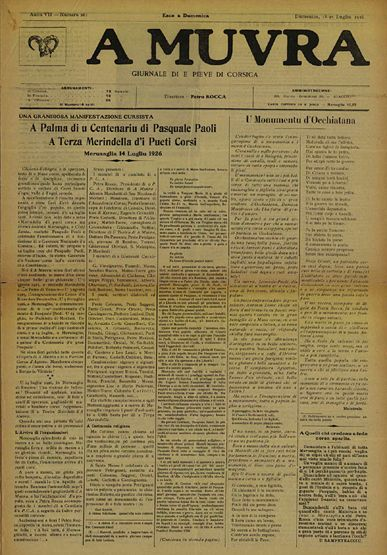
Exemplar d'A Muvra del 1926

A Muvra (cors La Cabra) fou una revista autonomista corsa editada pels excombatents corsos de la Primera Guerra Mundial Petru Rocca i el seu germà Mattei Rocca a París el 1920 com a òrgan del Partit Cors d'Acció.
Poc temps després van dur la redacció a Ajaccio.
La revista era de caràcter polític i nacionalista, pretenia ser una plataforma política amb suport dels nacionalistes alsacians i bretons. Cada any publicava un Almanaccu amb poesies, i hi col·laborarien Dumenicu Carlotti, Ageniu Grimaldi, Matteu Cirnensi, Rustincu di Lorettu i G.P. Codaccioni. A MUVRA venia 500 exemplars el 1921, 1.800 el 1923 i 2.500 el 1927, però la majoria d'ells a Marsella i a París.
El 1938 va defensar algunes de les reivindicacions dels feixistes italians i fou prohibida el 1939.